# Keta Palu
Keta Palu (z d. ‘Iongi; ur. 5 sierpnia 1947 w Nukunuku, zm. 22 lutego 2017) – tongijska lekkoatletka.

## Kariera
Reprezentowała Tonga w zawodach międzynarodowych w latach 1965–1974. W 1966 zakwalifikowała się do finału igrzysk Południowego Pacyfiku w biegu na 100 i 200 m, 80 m przez płotki, skoku w dal i pchnięciu kulą, ale nie wystartowała w żadnym z nich. W 1969 zdobyła 4 złote medale tych zawodów w biegu na 100 i 200 m, 80 m ppł i pięcioboju. Dwa lata później zdobyła kolejne 3 medale tych zawodów: złoty na 100 m, srebrny na 100 m ppł i brązowy na 200 m. W 1974 roku wystartowała na igrzyskach Brytyjskiej Wspólnoty Narodów, na których wystąpiła w biegu na 100 i 200 m oraz 100 m ppł, jednakże we wszystkich konkurencjach odpadła w eliminacjach.
W 2009 wpisana do Galerii Sław Tongijskiego Sportu.

## Życie prywatne
Siostra rugbysty Keia Siaosiego ‘Iongi, matka rugbysty Wycliffa Palu i ciocia Mo’oni Gerrard. Zmarła 22 lutego 2017.